# Дзавелас, Кицос
Кицос Дзавелас (греч. Κίτσος Τζαβέλας; 1800, Сули — 9 [21] марта 1865, Афины) — известный греческий военачальник, участник Освободительной войны Греции 1821—1829 годов, военный министр, премьер-министр Греции.

## Биография
Кицос Дзавелас был вторым сыном известного военачальника — сулиота Дзавелас, Фотос и внуком, ещё более известного, военачальника Ламброс Дзавелас.
Родился в горах Сули, вырос на острове Корфу (Керкира) и, когда в 1820 году султан объявил Али-пашу Тепеленского мятежником и сепаратистом, двадцатилетний Дзавелас, вместе с другими сулиотами, примкнул к султанским войскам в их войне против давнего врага сулиотов.
Когда же Али-паша признал за сулиотами их власть над Сули, сулиоты вернулись в свои горы, а с началом Греческой революции в 1821 года начали партизанскую войну против турок. Под командованием Маркоса Боцариса, он участвовал в обороне города Месолонгион в 1822 году (Первая осада Месолонгиона), в налете на лагерь Мустаи-паши в 1823 году (Битва при Карпениси) и отличился при обороне Месолонгиона в 1823 году (Вторая осада Месолонгиона).
Под командованием военачальника Георгиоса Караискакиса участвовал в победоносном сражении при Амблиани, 14 июля 1824 года.
Во время Третьей осады Месолонгиона (1825—1826 годы), в ночь с 25 на 26 июля 1825 года, Караискакис и Дзавелас из тыла, а осажденные из города, одновременно атаковали осаждавших Месолонгион турок, нанеся им большие потери. По настоянию Караискакиса, 7 августа 1825 года, Дзавелас с 1450 бойцами вступил в осажденный город, доведя таким образом число его защитников до 3 тысяч.
Звездный час в биографии Дзавеласа наступил 25 марта 1826 года, когда он и П. Сотиропулос, возглавляя 137 бойцов на островке Василади, в лагуне Месолонгиона, отразили атаку 1/3 армии Решит-паши Кютахья, лучшего османского военачальника тех лет, убив 2500 турок и ранив самого Кютахья.
Когда умирающие от голода защитники города приняли решение прорываться, именно в доме Дзавеласа, 9 апреля 1826 года, состоялось совещание, где обсуждались детали прорыва. Дзавелас был в числе нескольких сотен выживших при прорыве.
6 декабря 1826 года, после предложения старого апостола Филики Этерия, Анагностараса, Дзавелас вместе с Караискакис и Никитарас подписал обращение к российскому императору Николаю, чем вызвал гнев Маврокордато, ориентировавшего страну на Британию.
По прибытии Иоанна Каподистрия, Дзавелас получил звание тысячника и 11 августа 1828 года, снова направился в Среднюю Грецию. Здесь он, во главе 2 тысяч повстанцев осаждал крепость Ламботина, отразив 23 сентября попытки турок прорвать кольцо осады извне. При попытке осажденных турок вырваться из крепости, из 800 осажденных прорвались только 150. 80 были пленены. Он дарил пленным жизнь, но в результате его предыдущей переписки с высокомерным комендантом крепости Ахмедом Непревиста, он дал приказ выжечь на лбу пленных, каленным железом, мифическую птицу Феникс. Греческие историки укоряют в этом Дзавеласа, говоря что переписка с варваром привела к варварскому акту.
17 ноября 1828 года, возглавляя вместе с полковником-французом Дансел 4 тысячи повстанцев, Дзавелас запер в стенах города Карпениси 4500 турко-албанцев. После переговоров, турко-албанцы сдались и были отпущены на родину.
10 марта, турко-албанцы сдали ему крепость Антирио, только симулируя бой, боясь гнева Кер-Ибраима, который сидел в крепости Нафпактос (Лепанто).
15 марта, Дзавелас, в ходе 24-часового боя вокруг Лепанто, запер 5 тысяч турок в крепость. Грозный Кер-Ибраим также сдался. 17 апреля 1829 года, через 8 лет после начала восстания, греческий флаг наконец был вывешен и над крепостью Лепанто.

## После освобождения
В 1833 году, при Армансперге, регенте короля Оттона, Дзавелас был посажен в тюрьму вместе с Колокотрони, как представитель русофильской партии. Однако при короле Оттоне, он получил звание генерала и стал его адъютантом.
В 1844 году, Дзавелас стал военным министром в правительстве Иоанниса Колеттиса, а в период 1847—1848 годов премьер-министром Греции. В 1849 году Дзавелас снова стал военным министром.
Его родной Сули, как и весь Эпир, по прежнему оставался под контролем Османской империи, и Дзавелас возглавил в 1854 году Эпирское восстание (см Греция в годы Крымской войны), с требованием Энозиса (Воссоединение с Грецией). После поражения восстания, Дзавелас вернулся в Греческое королевство, где и умер в следующем, 1855 году, 9 марта в городе Афины.